# Alfons Huber

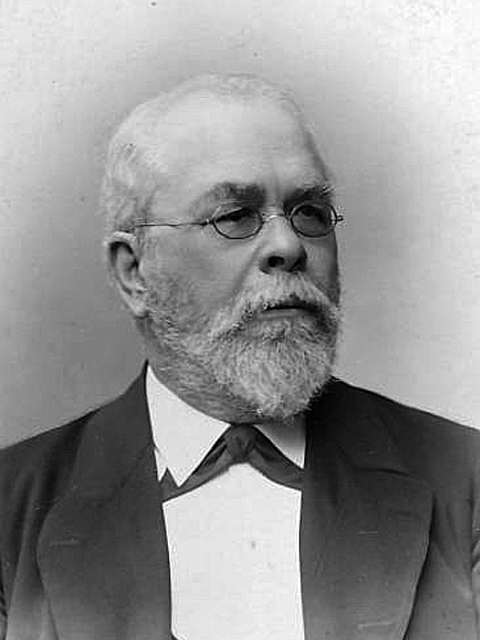
Alfons Huber, um 1895

Alfons Huber

Alfons Huber (* 14. Oktober 1834 in Schlitters, Tirol; † 23. November 1898 in Wien) war ein österreichischer Historiker.

## Leben
Alfons Huber war der Sohn von Kleinbauern. Der Dorfpfarrer förderte seine historischen Interessen und er besuchte das Franziskanergymnasium Hall in Tirol und das Staatsgymnasium in Innsbruck. Von 1855 bis 1859 studierte er Geschichte und Geographie bei Julius von Ficker an der Universität Innsbruck. Nach seiner Habilitation 1860 lehrte er als Privatdozent und ab 1863 als ordentlicher Professor für allgemeine Geschichte in Innsbruck. 1867 wurde er Mitglied der Österreichischen Akademie der Wissenschaften, 1891 Sekretär der philosophisch-historischen Klasse und 1893 Generalsekretär der Akademie. Von 1881 bis 1887 war er zudem Vorstand des Tiroler Landesmuseum und widmete sich dessen baulicher und wissenschaftlicher Ausgestaltung, die ihm hohe Anerkennung brachte. 1887 wurde Huber als Professor für allgemeine und österreichische Geschichte an die Universität Wien berufen.

## Werk
Hubers Hauptinteresse galt der österreichischen Geschichte sowie der Verwaltungs- und Verfassungsgeschichte des Landes. Sein Hauptwerk ist die Geschichte Österreichs, von der er fünf Bände vollendete (Band 6 und 7 wurden von Oswald Redlich verfasst.). Sein Werk gilt bis heute als wichtige Grundlage der Tatsachenforschung zur Geschichte der verschiedenen Länder Österreichs und ihres Zusammenwachsens bis 1648. Huber erwarb sich auch große Verdienste um die Quellenforschung. Er trug dadurch beispielsweise auch zur Widerlegung der Mythen um die angeblichen Schlachten bei Radkersburg und bei Villach bei.

## Schriften (Auswahl)
- Die Waldstätte Uri, Schwyz, Unterwalden. Bis zur festen Begründung ihrer Eidgenossenschaft. Mit einem Anhange über die geschichtliche Bedeutung des Wilhelm Tell. Wagner, Innsbruck 1861.
- Geschichte der Vereinigung Tirols mit Oesterreich und der vorbereitenden Ereignisse. Wagner, Innsbruck 1864.
- Geschichte der österreichischen Verwaltungsorganisation bis zum Ausgange des achtzehnten Jahrhunderts: Rede bei Gelegenheit der Kundmachung der gelösten Preisaufgaben, gehalten am 13. December 1883. Wagner, Innsbruck 1884.
- Geschichte Österreichs (= Allgemeine Staatengeschichte. Abt. 1, Geschichte der europäischen Staaten, 25). 5 Bände, Perthes, Gotha 1885–1896.